# Хагг, Якоб

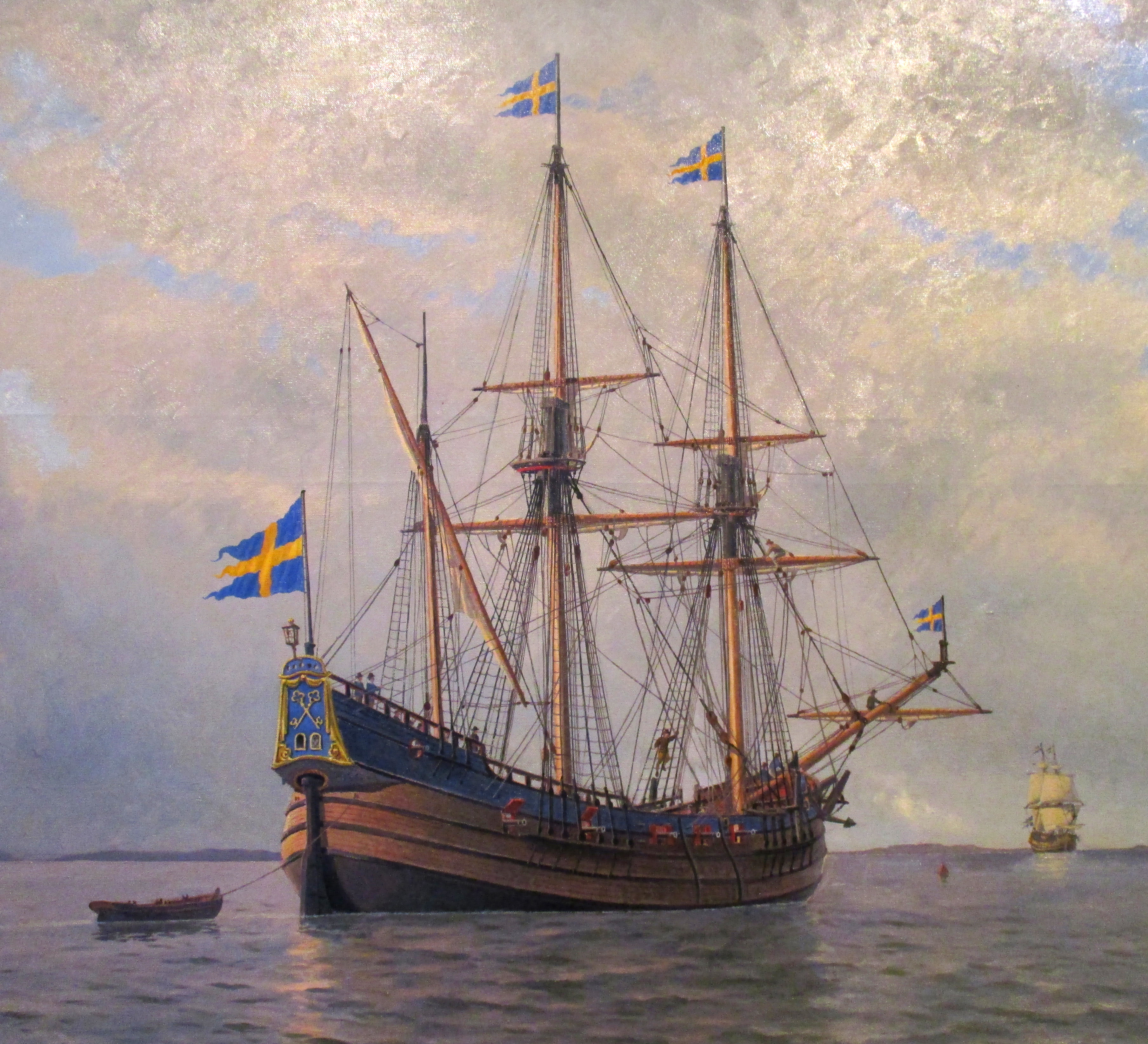
«Кальмар Нюкель»

Якоб Хагг (швед. Jacob Hägg; 22 июля 1839, приход Эстергарн на острове Готланд — 15 апреля 1931, Стокгольм) — шведский военно-морской офицер, картограф, контр-адмирал (с 1899) и художник-маринист, рисовальщик, офортист.

## Биография

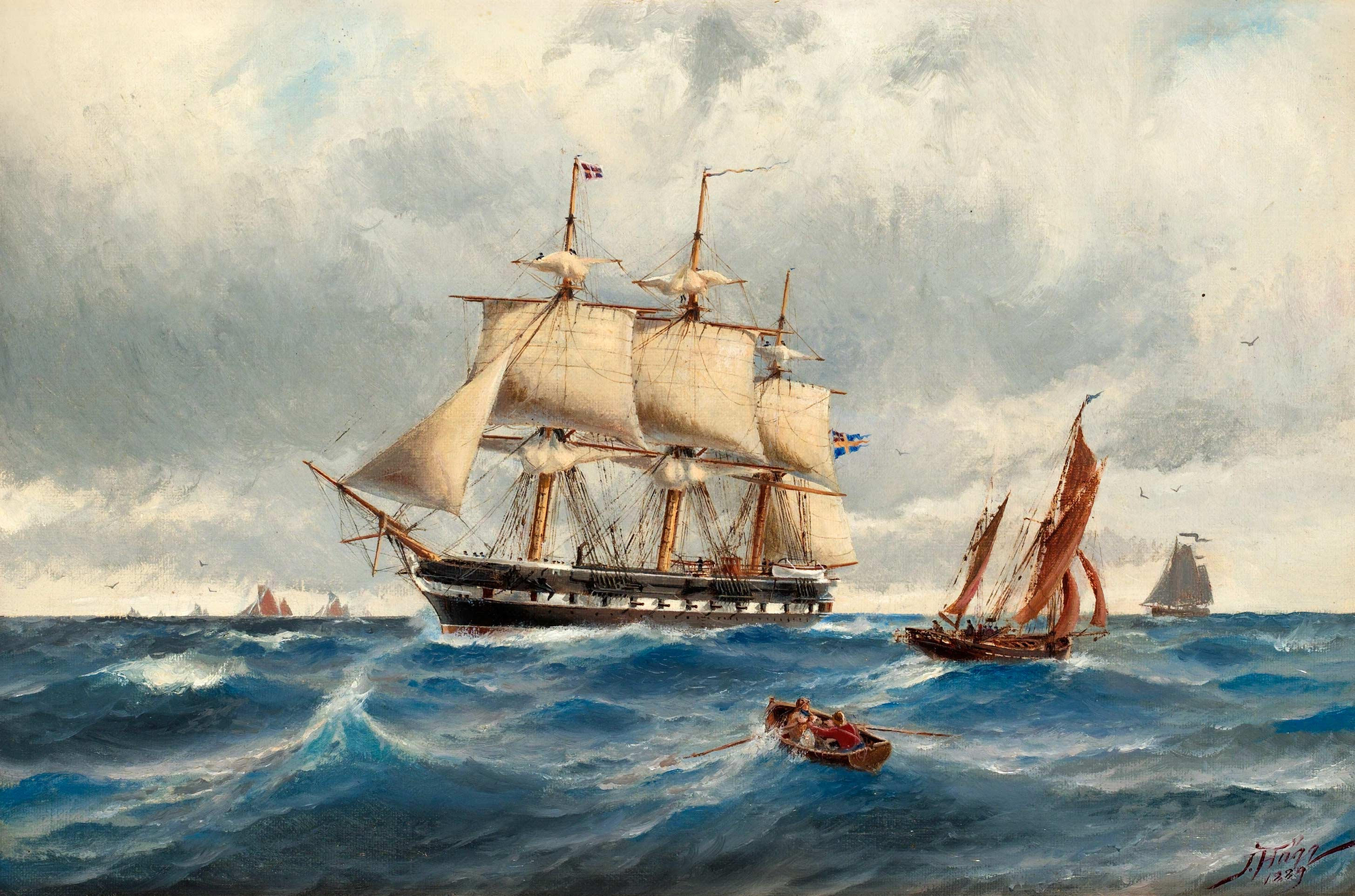
Фрегат «Ванадис»

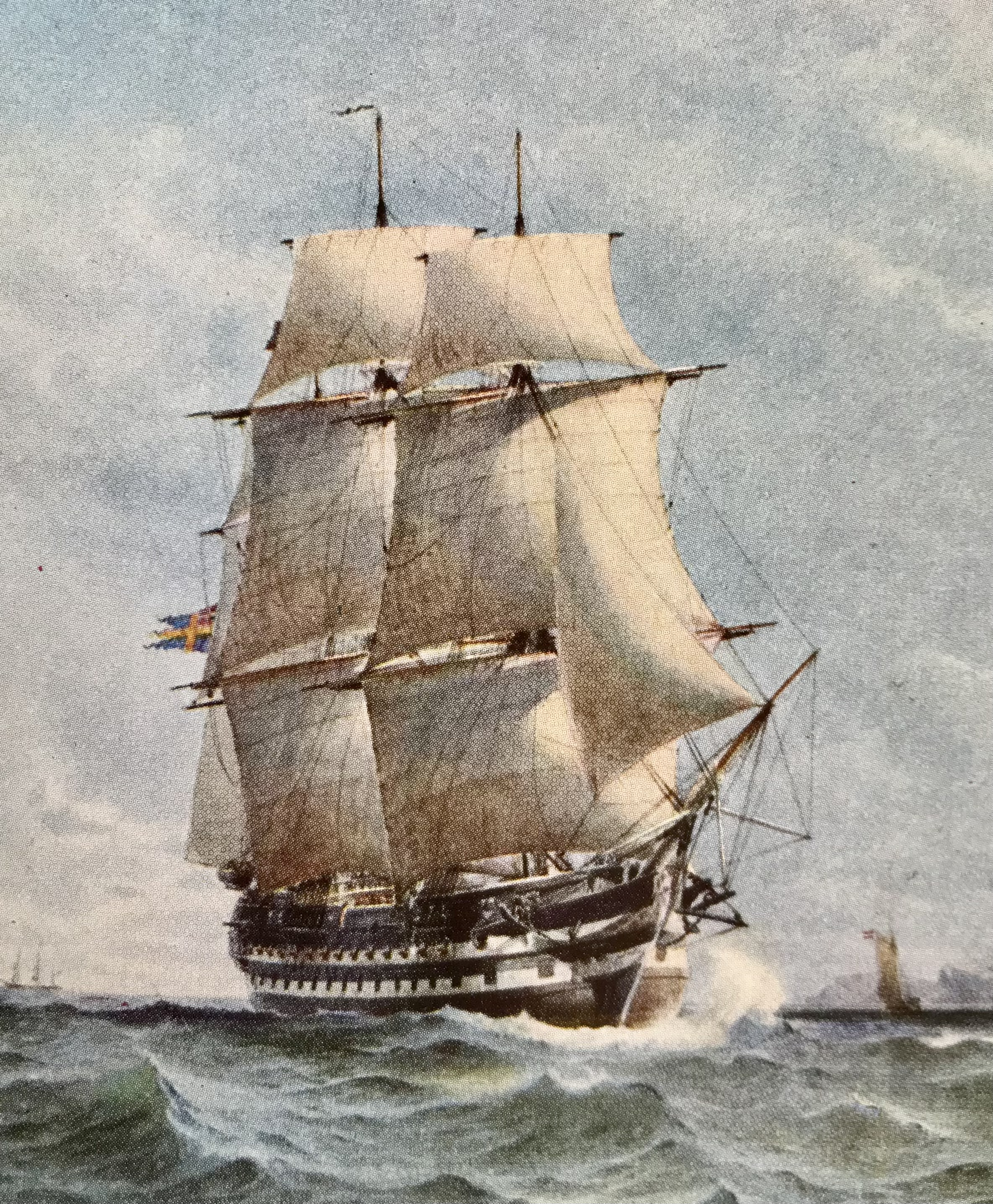
Линейный корабль «Карл XIII»

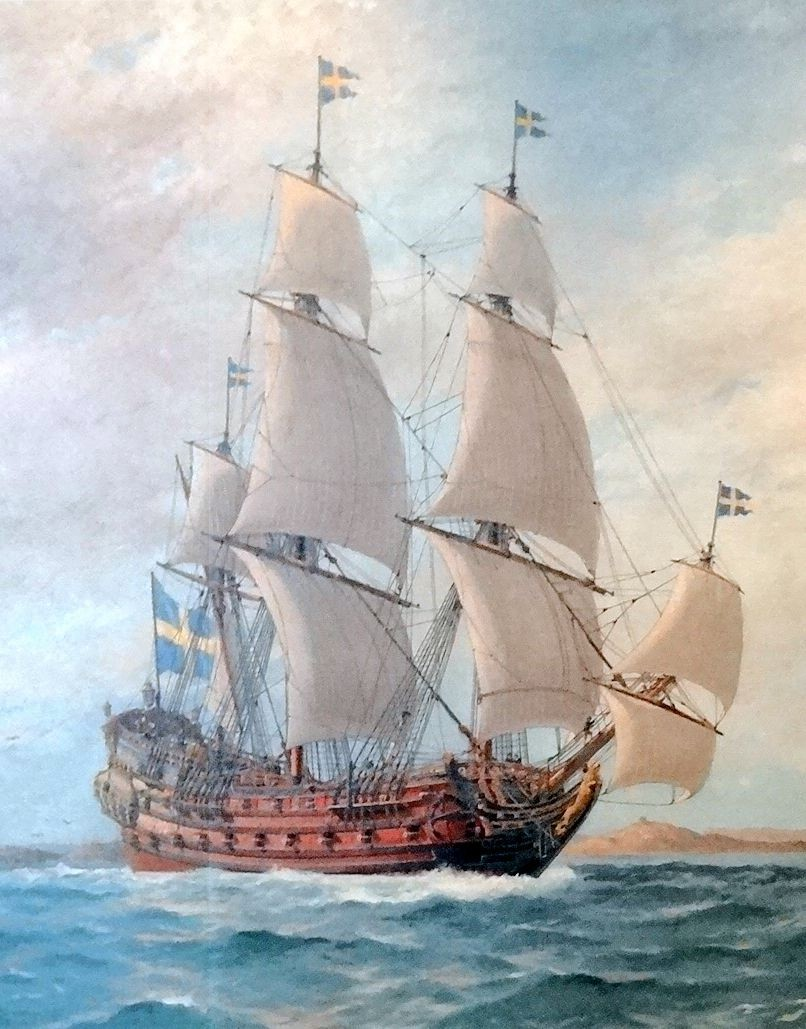
Линейный корабль Амарант

Сын торговца лесом. До 1863 года обучался в шведской Королевской военно-морской академии, по окончании которой стал младшим лейтенантом. Принял участие в нескольких дальних плаваниях, в том числе на фрегате «Ванадис» и корветах «Жозефина» и «Гефле». В 1874—1884 годах работал в Шведском картографическом управлении и занимался морской съёмкой и составлением карт. Позже вернулся на флот, и заложил основу для первой секретной системы военного командования в Швеции.
в 1890—1895 годах Якоб Хагг был главой Королевской военно-морской академии, управляющим верфи Стокгольмской военно-морской базы (1896—1899) и командующим адмиралом и начальником базы в Карлскруне в 1900—1904 годах. В 1904 году вышел в отставку в звании контр-адмирала.
В 1907—1927 годах — директор Государственной коллекции военно-морской истории Швеции, ставшей впоследствии Музеем военно- морской истории страны. Приложил большие усилия, чтобы сохранить многие старые модели кораблей из состава шведского флота.
Считается одним из выдающихся художников-маринистов Швеции. Создал примерно 700 картин маслом и акварелей (за исключением небольших эскизных работ) и не менее 1600 офортов и рисунков.

## Награды
- Удостоен награды Иллис Кворум, вручаемой за выдающиеся заслуги перед шведской культурой, наукой или обществом.

## Память
- В честь шведского художника-мариниста в 1982 году было названо исследовательское судно R/V Jacob Hägg.